# Ignotum per ignotius
Ignotum per ignotius (latinsky znamenající „neznámé více neznámým“) popisuje vysvětlení, které je méně známé a srozumitelné než koncept, který se snaží vysvětlit.
Příkladem může být věta „Trouba ti připadala horká kvůli Fourierovu zákonu.“ Je nepravděpodobné, že osoba nechápající základní přenosy tepla by tento koncept pochopila odkazem na jeden ze základních zákonů termiky. Samozřejmě je teoreticky možné, aby tato osoba existovala, takže ignotum per ignotius není logicky nemožný, spíše existuje jako kritika argumentu, protože jako vysvětlení je většinou posluchačům neužitečný.

## Ignotum per æque ignotum
Ignotum per æque ignotum, znamenající „neznámé stejně neznámým“, je související logický klam, který se používá na odvození něčeho neznámého z něčeho stejně neznámého.